# Piprahwa

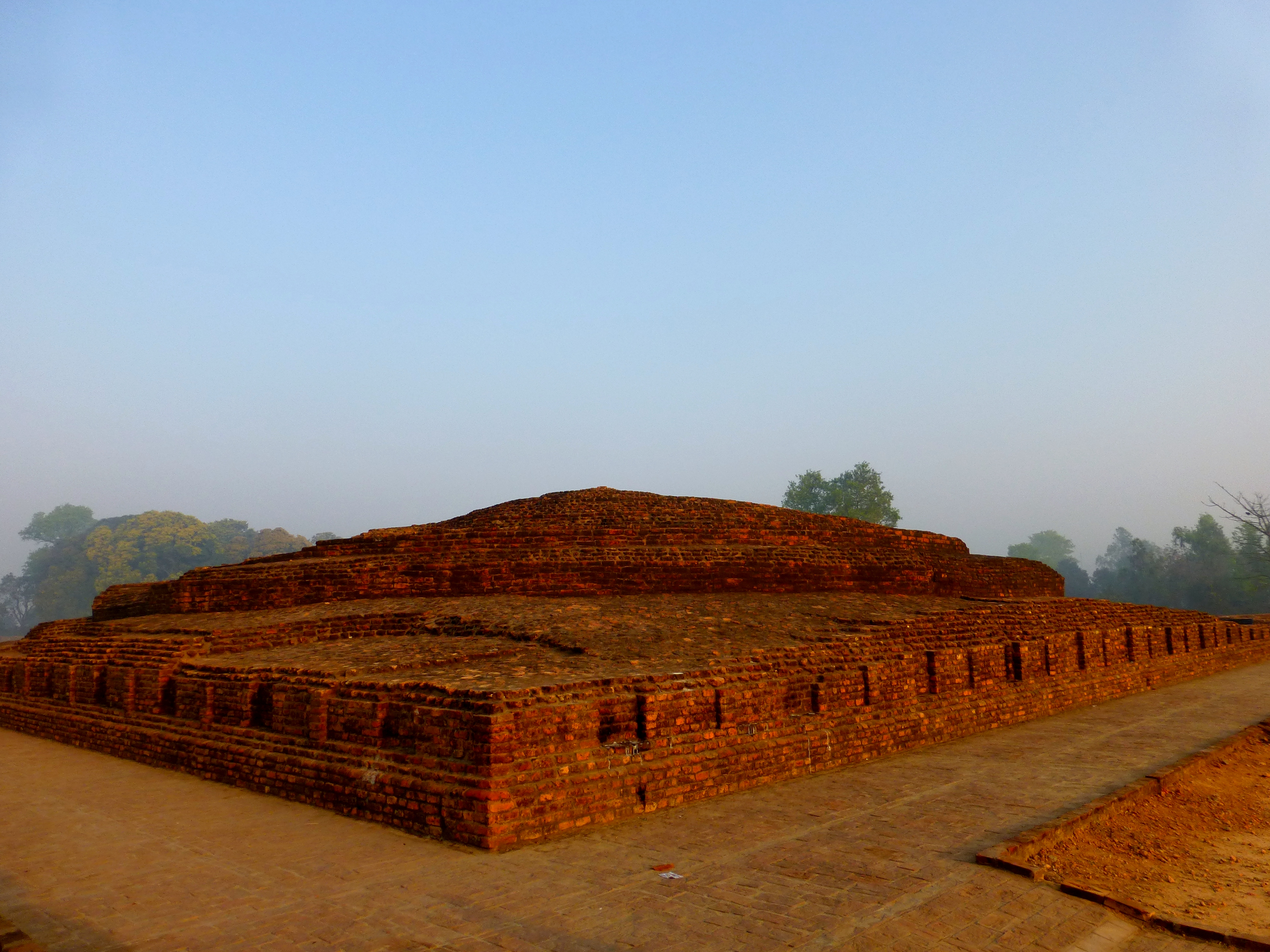
Tháp stupa ở Piprahwa

Piprahwa là một ngôi làng gần biên giới Ấn Độ, thuộc huyện Siddharthnagar, bang Uttar Pradesh, Ấn Độ. Gạo Kalanamak, một loại gạo thơm nổi tiếng, cùng nhiều loại gia vị là đặc sản cùng ngôi làng này.
Tuy nhiên, Piprahwa còn được biết đến nhiều hơn với các di chỉ khảo cổ cho thấy đó có thể là nơi chôn cất của phần xá-lợi của Đức Phật Thích-ca trao cho tộc Shakya. Một ngôi tháp xá-lợi (stupa) lớn và tàn tích của một số tu viện cũng như một cung điện đã được phát hiện nằm trong vị trí của làng. Một số di chỉ và dấu tích đền thờ cổ xưa đã được phát hiện tại gò Ganwaria kế cận. Một số học giả đã gợi ý rằng địa điểm Piprahwa-Ganwaria chính là địa điểm của thành quốc Ca-tỳ-la-vệ (Kapilavastu) cổ xưa, kinh đô của vương quốc Shakya, nơi mà Siddhartha Gautama đã trải qua 29 năm đầu tiên của cuộc đời. Chính quyền Ấn Độ xác định rõ ràng ủng hộ giả thuyết này. Tuy nhiên, nhiều học giả và tín đồ tin rằng vị trí ban đầu của thành quốc Ca-tỳ-la-vệ nằm cách 16 km (9,9 dặm) về phía Tây Bắc, ở ngôi làng Tilaurakot, thuộc huyện Kapilvastu, Nepal. 